# Bourrachon
Pour plus de détails, voir Fiche technique et Distribution.
Bourrachon  est un film français réalisé par René Guissart, sorti en 1935.

## Synopsis
Le pharmacien Bourrachon apprend que sa femme Adrienne le trompe avec le docteur Rigal dont il commercialise les spécialités dans son officine. Sa sœur, l'autoritaire Mme Bruneau, le pousse à divorcer et lui présente Geneviève pour la remplacer. Mais après cinq mois de mariage, Geneviève accouche d'un enfant dont le véritable père s'avère être Henri, le commercial de la pharmacie Bourrachon.
Mme Bruneau va dès lors tenter de persuader son frère d'intenter une action en désaveu de paternité pour l'honneur de la famille et surtout pour protéger l'héritage de ses propres filles. Mais Bourrachon finira par s'attacher à l'enfant et par endosser sa paternité.

## Fiche technique
- Titre : Bourrachon
- Réalisation : René Guissart
- Scénario et dialogues : Yves Mirande d'après la pièce de Laurent Doillet (1931)[1]
- Photographie : Enzo Riccioni
- Musique : Armand Bernard
- Décors : René Renoux
- Pays d'origine :  France
- Format : Noir et blanc
- Genre : Comédie
- Durée : 87 minutes
- Date de sortie : 
  - France : 21 novembre 1935

## Distribution
- Gabriel Signoret : Ovide Bourrachon[2]
- André Luguet : le docteur Rigal
- Andrée Ducret : Adrienne, la première femme de Bourrachon
- Meg Lemonnier : Geneviève, la deuxième femme de Bourrachon
- Marguerite Moreno : Céleste Bruneau, la sœur de Bourrachon
- Louis Baron fils : M. Bruneau, le beau-frère de Bourrachon
- Robert Arnoux : Henri Mirguet, le commercial de la pharmacie Bourrachon
- Jacqueline Brizard : l'infirmière
- Andrée Champeaux : Gaby
- Pierre Juvenet : Cyprien Billard
- Mona Dol